# Цимбиола императорская
Цимбиола императорская (лат. Cymbiola imperialis) — брюхоногий моллюск из семейства волют.

## Описание
Раковина длиной 75—250 мм; крупная и массивная, овальная с невысоким завитком, который заканчивается крупной зародышевой раковиной. Последний оборот очень крупный, с приподнятыми плечами. Внешняя поверхность раковины гладкая. По плечевой линии каждого оборота раковины имеется ряд высоких заострённых рожковидных выростов, которые загнуты вверх. Устье раковины изнутри сизо-розового или кремового цвета. Наружная губа широкая, колумелла фарфоровидная, золотисто-кремовая, несёт четыре крупных складкообразных зуба. Общая окраска раковины варьируется от кремовой и розовато-серой до лилово-сизой, с разнообразными зигзагообразными линиями или чешуйчатым узором вишнёвого или золотисто-коричневого цвета.

## Ареал
Эндемик побережья Филиппинских островов и моря Сулу.

## Биология
Моллюски встречаются на глубинах 2—20 м. Предпочитают песчаный грунт. Являются хищниками.